# Afeni Shakur
Afeni Shakur (nacida Alice Faye Williams, Lumberton, Carolina del Norte, 10 de enero de 1947 - Condado de Marin, California, 2 de mayo de 2016) fue una líder pacifista que militó en contra de todo racismo del que fueran víctimas las poblaciones afroestadounidenses. Afeni Shakur fue un importante miembro del movimiento Panteras Negras. También fue la madre del legendario rapero asesinado Tupac Shakur.
Mientras estaba todavía embarazada de Tupac, Afeni Shakur compareció en un proceso judicial en el que se la acusaba de haber participado en atentados terroristas. Su condena podría haber sido de más de 300 años y 150 cargos. Aun así, ella misma se encargó de su propia defensa, ganando el juicio y siendo liberada un mes antes del nacimiento de Tupac.
Su hijo le escribió el tema Dear Mama («Querida Mamá»), estando aún en vida. Fue nominada a un Grammy como mejor interpretación de rap en solitario y está considerada por algunas personas como una de las mejores canciones de rap de todos los tiempos.
Desde la muerte de su hijo (Tupac murió en un tiroteo en 1996), Afeni Shakur supervisó la liberación de su trabajo. Fundando la discográfica que lleva el nombre Amaru Records y coproduciendo junto a Eminem el álbum Resurrection rescatando la voz de su fallecido hijo para ello, el álbum recibió varias críticas debido a su coproducción con Eminem. Un año después de la muerte de Tupac, fundó la Tupac Amaru Shakur Foundation, que proporciona programas de arte para jóvenes. También ha lanzado una línea de ropa, Makaveli Branded. Todos los beneficios van a la Tupac Amaru Shakur Foundation.
El 2 de mayo de 2016 falleció a causa de un paro cardíaco en el condado de Marin, California.